# Альдеануева-де-Гвадалахара
Альдеануева-де-Гвадалахара (ісп. Aldeanueva de Guadalajara) — муніципалітет в Іспанії, у складі автономної спільноти Кастилія-Ла-Манча, у провінції Гвадалахара. Населення — 108 осіб (2010).
Муніципалітет розташований на відстані близько 65 км на північний схід від Мадрида, 11 км на північний схід від Гвадалахари.

## Демографія
Динаміка населення (INE ):

## Галерея зображень

Розташування муніципалітету у провінції Гвадалахара